# Politique dans les Yvelines
Depuis sa création en 1968, le département des Yvelines est solidement ancré à droite. Cependant, cette affirmation est à nuancer depuis les scrutins présidentiel et législatif de 2017 : Emmanuel Macron, candidat du mouvement En Marche, arrive en tête aux deux tours de la présidentielle (talonné au premier tour par le candidat des Républicains François Fillon) et aux élections législatives, la nouvelle majorité présidentielle remporte 11 des 12 sièges en jeu, la droite conservant une seule circonscription (deux à partir de 2020 à la suite d'une élection législative partielle).
Ce glissement de la droite républicaine vers le macronisme se confirme lors des échéances de 2022 avec l'élection ou la réélection de 10 députés de la coalition « Ensemble » dont Yaël Braun-Pivet, présidente de l'Assemblée nationale et Aurore Bergé, présidente du groupe Renaissance (ex-LREM) jusqu'à sa nomination au gouvernement Borne, confirmant l'ancrage territorial du centre libéral.

## Représentation politique et administrative

### Préfets et arrondissements

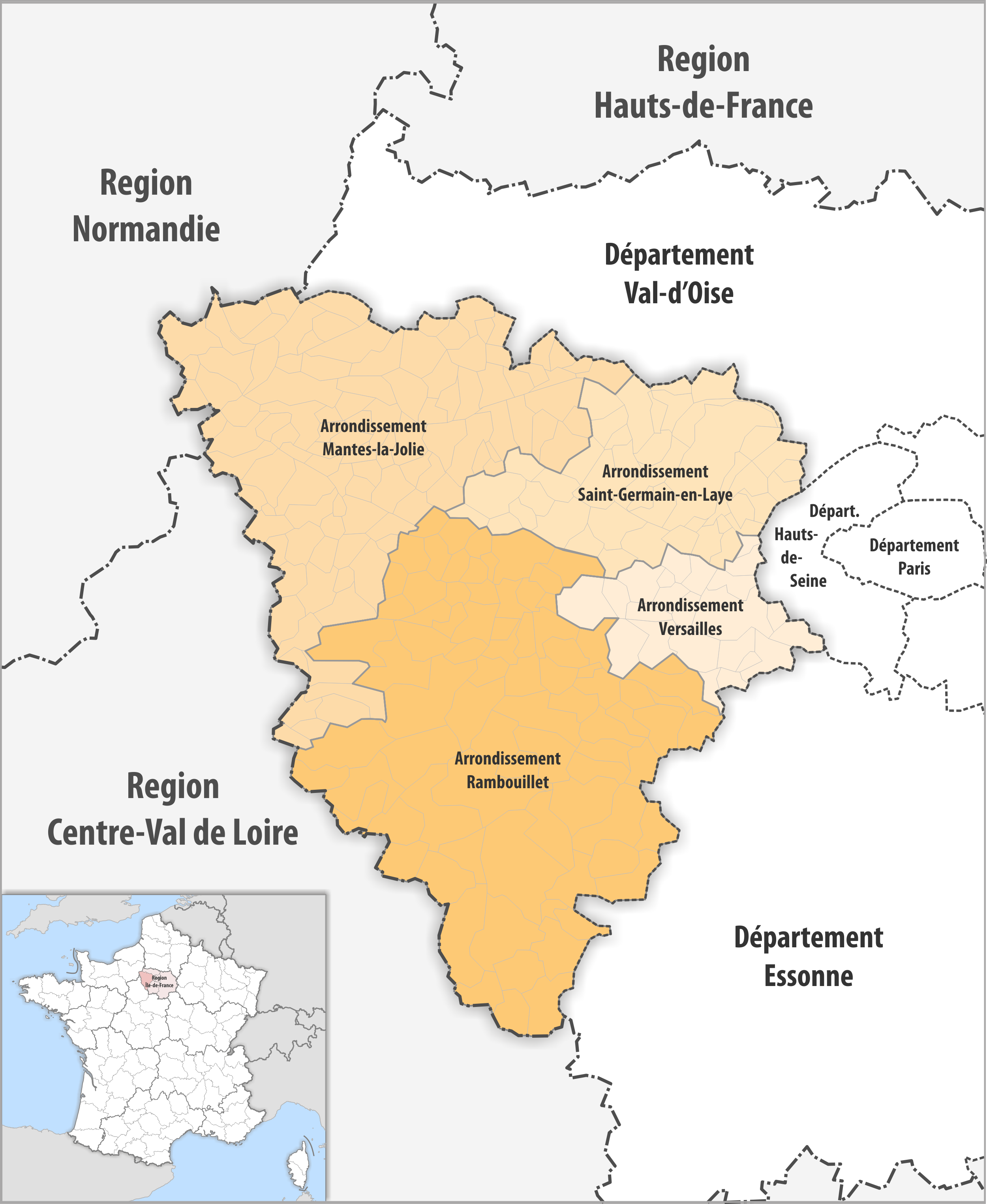
Carte des arrondissements des Yvelines en 2019.

Le département des Yvelines est découpé en quatre arrondissements regroupant les cantons suivants :
- Arrondissement de Mantes-la-Jolie : 
Aubergenville, Bonnières-sur-Seine, Guerville, Houdan, Limay, Mantes-la-Jolie, Mantes-la-Ville, Meulan-en-Yvelines.
- Arrondissement de Rambouillet : 
Chevreuse, Maurepas, Montfort-l'Amaury, Rambouillet, Saint-Arnoult-en-Yvelines.
- Arrondissement de Saint-Germain-en-Laye : 
Andrésy, La Celle-Saint-Cloud, Chatou, Conflans-Sainte-Honorine, Houilles, Maisons-Laffitte, Marly-le-Roi, Le Pecq, Poissy-Nord, Poissy-Sud, Saint-Germain-en-Laye-Nord, Saint-Germain-en-Laye-Sud, Saint-Nom-la-Bretèche, Sartrouville, Triel-sur-Seine, Le Vésinet.
- Arrondissement de Versailles : 
Le Chesnay, Montigny-le-Bretonneux, Plaisir, Saint-Cyr-l'École, Trappes, Vélizy-Villacoublay, Versailles-Nord, Versailles-Nord-Ouest, Versailles-Sud, Viroflay.

Depuis le redécoupage cantonal de 2014, un canton peut contenir des communes provenant de plusieurs arrondissements. Cela concerne les six cantons yveliniens suivants : Aubergenville, Le Chesnay-Rocquencourt (anciennement canton du Chesnay), Maurepas, Plaisir, Saint-Cyr-l'École et Trappes.
|              | Identité                 | Circonscription administrative | Anciennes fonctions                                 |
| ------------ | ------------------------ | ------------------------------ | --------------------------------------------------- |
| Préfet       | Frédéric Rose            | Yvelines                       | Conseiller auprès du président de la République     |
| Sous-préfets | Jean-Louis Amat          | Arr. de Mantes-la-Jolie        | Chargé de mission et expert de haut niveau          |
| Sous-préfets | Florence Ghilbert-Bezard | Arr. de Rambouillet            | Directrice adjointe de cabinet de Brigitte Klinkert |
| Sous-préfets | Jehan-Éric Winckler      | Arr. de Saint-Germain-en-Laye  | Sous-préfet de Dieppe                               |

### Députés européens
François-Xavier Bellamy, député européen depuis 2019, et Christophe Gomart pour les Républicains (liste « La droite pour faire entendre la voix de la France en Europe »), Laurence Trochu pour le Mouvement conservateur (liste « La France fière, menée par Marion Maréchal et soutenue par Éric Zemmour »), sont élus eurodéputés lors des élections européennes de 2024.
| Nom | Nom                     | Parti       | Liste                                                        | Groupe                         |
| --- | ----------------------- | ----------- | ------------------------------------------------------------ | ------------------------------ |
|     | François-Xavier Bellamy | LR          | La droite pour faire entendre la voix de la France en Europe | Parti populaire européen (PPE) |
|     | Christophe Gomart       | LR          | La droite pour faire entendre la voix de la France en Europe | Parti populaire européen (PPE) |
|     | Laurence Trochu         | MC (ex-REC) | La France fière                                              |                                |

### Députés et circonscriptions législatives
Depuis le nouveau découpage électoral, le département conserve le même nombre de circonscriptions. Sur les douze circonscriptions issues du découpage de 1986, cinq restent inchangées (4e, 5e, 7e, 8e et 9e) tandis que sept sont redéfinies (1re, 2e, 3e, 6e, 10e, 11e et 12e). Elles regroupent les cantons suivants :
- 1re circonscription : Montigny-le-Bretonneux (communes de Montigny-le-Bretonneux et Guyancourt), Versailles-1 (majorité de la ville de Versailles, excluant le quartier des Chantiers)
- 2e circonscription : Chevreuse (sauf la commune du Mesnil-Saint-Denis), Vélizy-Villacoublay, Versailles-2, Viroflay
- 3e circonscription : La Celle-Saint-Cloud, Le Chesnay, Saint-Nom-la-Bretèche, Plaisir (commune des Clayes-sous-Bois uniquement)
- 4e circonscription : Chatou, Houilles, Marly-le-Roi
- 5e circonscription : Maisons-Laffitte, Sartrouville, Le Vésinet
- 6e circonscription : Le Pecq, Saint-Germain-en-Laye-Nord, Saint-Germain-en-Laye-Sud, Poissy-Nord (communes de Carrières-sous-Poissy, Médan et Villennes-sur-Seine)
- 7e circonscription : Andrésy, Conflans-Sainte-Honorine, Meulan (sauf les communes des Mureaux et de Chapet), Triel-sur-Seine
- 8e circonscription : Limay, Mantes-la-Jolie, Mantes-la-Ville
- 9e circonscription : Aubergenville, Bonnières-sur-Seine, Guerville, Houdan, Meulan (communes des Mureaux et de Chapet)
- 10e circonscription : Maurepas (sauf les communes d'Élancourt et de La Verrière), Montfort-l'Amaury (communes de Béhoust, Bazoches-sur-Guyonne, Galluis, Garancières, Grosrouvre, Jouars-Pontchartrain, La Queue-les-Yvelines, Le Tremblay-sur-Mauldre, Les Mesnuls, Mareil-le-Guyon, Méré, Millemont, Montfort-l'Amaury et Saint-Rémy-l'Honoré), Rambouillet, Saint-Arnoult-en-Yvelines
- 11e circonscription : Maurepas (communes d'Élancourt et de La Verrière), Saint-Cyr-l'École, Trappes, Chevreuse (commune du Mesnil-Saint-Denis)
- 12e circonscription : Montfort-l'Amaury (communes d'Auteuil, Autouillet, Beynes, Boissy-sans-Avoir, Flexanville, Goupillières, Marcq, Neauphle-le-Château, Neauphle-le-Vieux, Saint-Germain-de-la-Grange, Saulx-Marchais, Thoiry, Vicq, Villiers-le-Mahieu et Villiers-Saint-Frédéric), Plaisir (sauf la commune des Clayes-sous-Bois), Poissy-Nord (seulement la commune de Poissy), Poissy-Sud

À la suite du redécoupage des cantons de 2014, les circonscriptions législatives ne sont plus composées de cantons entiers mais continuent à être définies selon les limites cantonales en vigueur en 2010. Les circonscriptions sont ainsi composées des cantons actuels suivants :
- 1re circonscription : cantons de Montigny-le-Bretonneux et Versailles-1 (sauf partie Est du quartier Saint-Louis de Versailles)
- 2e circonscription : cantons de Maurepas (sauf communes de Coignières, Maurepas et Le Mesnil-Saint-Denis), Versailles-1 (partie Est du quartier Saint-Louis de Versailles) et Versailles-2, commune de Cernay-la-Ville
- 3e circonscription : canton du Chesnay-Rocquencourt, communes de Chavenay, Les Clayes-sous-Bois, Feucherolles, L'Etang-la-Ville, Noisy-le-Roi, Rennemoulin, Saint-Nom-la-Bretèche et Villepreux
- 4e circonscription : cantons de Chatou (sauf commune du Vésinet) et Houilles (sauf commune de Montesson), commune de Louveciennes
- 5e circonscription : canton de Sartrouville, communes de Montesson et du Vésinet
- 6e circonscription : cantons de Poissy (sauf commune de Poissy) et Saint-Germain-en-Laye (sauf commune de L'Etang-la-Ville), communes de Médan et Villennes-sur-Seine
- 7e circonscription : cantons de Conflans-Sainte-Honorine et des Mureaux (sauf commune d'Ecquevilly), communes de Triel-sur-Seine, Verneuil-sur-Seine et Vernouillet
- 8e circonscription : cantons de Limay (sauf communes d'Epône, La Falaise et Mézières-sur-Seine) et Mantes-la-Jolie
- 9e circonscription : cantons d'Aubergenville (12 communes) et de Bonnières-sur-Seine, communes d'Ecquevilly, Epône, La Falaise et Mézières-sur-Seine
- 10e circonscription : cantons d'Aubergenville (17 communes) et de Rambouillet, communes de Coignières et Maurepas
- 11e circonscription : cantons de Saint-Cyr-l'Ecole (sauf communes de Chavenay, Rennemoulin et Villepreux) et de Trappes, commune du Mesnil-Saint-Denis
- 12e circonscription : cantons d'Aubergenville (11 communes), Plaisir (sauf commune des Clayes-sous-Bois) et de Verneuil-sur-Seine (sauf communes de Médan, Feucherolles, Noisy-le-Roi, Saint-Nom-la-Bretèche, Triel-sur-Seine, Verneuil-sur-Seine, Vernouillet et Villennes-sur-Seine), commune de Poissy

Députés des Yvelines en 2024.

| Circ. | Nom                      |  | Parti | Groupe   | Suppléant            |
| ----- | ------------------------ |  | ----- | -------- | -------------------- |
| 1re   | Charles Rodwell          |  | RE    | EPR      | Laurence Boularan    |
| 2e    | Jean-Noël Barrot         |  | MoDem | Dem      | Anne Bergantz        |
| 2e    | Anne Bergantz            |  | MoDem | Dem      | –                    |
| 3e    | Béatrice Piron           |  | RE    | HOR      | Marc Tourelle        |
| 4e    | Marie Lebec              |  | RE    | EPR      | Denis Bernaert       |
| 5e    | Yaël Braun-Pivet         |  | RE    | EPR      | Leïla Gharbi-Simon   |
| 6e    | Natalia Pouzyreff        |  | RE    | EPR      | Pierre-Henri Bovis   |
| 7e    | Aurélien Rousseau        |  | PP    | SOC      | Chiara Pannunzio     |
| 8e    | Benjamin Lucas-Lundy     |  | G·s   | ÉcoS     | Kanza Sakat          |
| 9e    | Dieynaba Diop            |  | PS    | SOC      | Pierre Krasucki      |
| 10e   | Aurore Bergé (2024-2025) |  | RE    | EPR      | Anne-Sophie Ronceret |
| 10e   | Anne-Sophie Ronceret     |  | RE    | app. EPR | —                    |
| 11e   | Laurent Mazaury          |  | UDI   | LIOT     | Lydie Duchon         |
| 12e   | Karl Olive               |  | RE    | EPR      | Fabienne Deveze      |

### Sénateurs
Lors du démembrement de l'ancien département de Seine-et-Oise en 1968, les Yvelines comptaient quatre sénateurs, puis cinq à partir de 1977 et enfin, six depuis 2004. Pour la mandature 2023-2029, les sénateurs élus sont les suivants :
| Identité | Identité        | Étiquette | Groupe     | Première élection | Autres mandats (passés ou actuels)                                                                             |
| -------- | --------------- | --------- | ---------- | ----------------- | --- |
|          | Gérard Larcher  | LR        | REP        | septembre 1986    | Président du Sénat (2008 → 2011 et 2014 → ) Maire de Rambouillet (1983 → 2004 et 2007 → 2014)                  |
|          | Sophie Primas   | NÉ        | REP        | septembre 2011    | |
|          | Éric Dumoulin   | LR        | REP (app.) | septembre 2024    | Maire de Chatou (2018 → 2024) Conseiller départemental de Chatou (2021 → 2024)                                 |
|          | Michel Laugier  | AC-UDI    | UC (app.)  | septembre 2017    | Maire de Montigny-le-Bretonneux (2004 → 2017) Conseiller départemental de Montigny-le-Bretonneux (2015 → 2021) |
|          | Marta de Cidrac | LR        | REP        | septembre 2017    | Première adjointe au maire de Saint-Germain-en-Laye (2014 → 2017)                                              |
|          | Martin Lévrier  | RE        | RDPI       | septembre 2017    | Conseiller municipal de Versailles (2008 → 2020)                                                               |
|          | Ghislaine Senée | EÉLV      | EST        | septembre 2023    | Conseillère régionale d'Île-de-France (2010 → ) Maire d'Évecquemont (2008 → 2020)                              |

### Conseillers régionaux
Le conseil régional d'Île-de-France compte 209 membres élus pour six ans dont 31 représentant les Yvelines. Dans le détail, la liste d'union de la droite « Île-de-France rassemblée » a obtenu 21 sièges, l'union de la gauche et des écologistes (« Écologie, solidarité, évidemment ! ») 6, le Rassemblement national (« Le Choix de la sécurité ») 2, et l'union du centre (« Envie d'Île-de-France ») 2.
|                     | Valérie Pécresse          | LR-SL | 01 | Union à droite                      | Île-de-France rassemblée             |
|                     | Othman Nasrou *           | LR-SL | 02 | Union à droite                      | Île-de-France rassemblée             |
|                     | Alexandra Dublanche *     | LR    | 03 | Union à droite                      | Île-de-France rassemblée             |
|                     | Jean-Roger Davin          | DVD   | 04 | Union à droite                      | Île-de-France rassemblée             |
|                     | Babette de Rozières       | LR    | 05 | Union à droite                      | Non-inscrit                          |
|                     | Olivier Delaporte         | LR    | 06 | Union à droite                      | Île-de-France rassemblée             |
|                     | Sandrine Berno Dos Santos | DVD   | 07 | Union à droite                      | Île-de-France rassemblée             |
|                     | Sami Damergy              | DVD   | 08 | Union à droite                      | Île-de-France rassemblée             |
|                     | Anne Cabrit               | LR    | 09 | Union à droite                      | Île-de-France rassemblée             |
|                     | Vincent Poiret            | LR    | 10 | Union à droite                      | Île-de-France rassemblée             |
|                     | Sylvie Habert-Dupuis      | H     | 11 | Union à droite                      | Île-de-France rassemblée             |
|                     | Richard Rivaud            | LR    | 12 | Union à droite                      | Île-de-France rassemblée             |
|                     | Anne Messier              | LR    | 13 | Union à droite                      | Île-de-France rassemblée             |
|                     | Jean-Philippe Luce        | UDI   | 14 | Union à droite                      | Union des démocrates et indépendants |
|                     | Huguette Fouché           | SL    | 15 | Union à droite                      | Île-de-France rassemblée             |
|                     | Thomas Gourlan            | LR    | 16 | Union à droite                      | Île-de-France rassemblée             |
|                     | Sylvie Piganeau           | LR-SL | 17 | Union à droite                      | Île-de-France rassemblée             |
|                     | Jérôme Regnault           | DVD   | 18 | Union à droite                      | Île-de-France rassemblée             |
|                     | Élodie Ducrohet           | UDI   | 19 | Union à droite                      | Union des démocrates et indépendants |
|                     | Arnaud de Bourrousse      | DVD   | 20 | Union à droite                      | Île-de-France rassemblée             |
|                     | Josiane Simon             | LR    | 21 | Union à droite                      | Île-de-France rassemblée             |
|                     | Ghislaine Senée           | EÉLV  | 01 | Union à gauche avec des écologistes | Pôle écologiste                      |
|                     | Benoît Hamon              | G·s   | 02 | Union à gauche avec des écologistes | Pôle écologiste                      |
|                     | Dieynaba Diop             | PS    | 03 | Union à gauche avec des écologistes | Île-de-France en commun              |
|                     | Yannick Trigance          | PS    | 04 | Union à gauche avec des écologistes | Île-de-France en commun              |
|                     | Julie Garnier             | LFI   | 05 | Union à gauche avec des écologistes | La France insoumise et apparentés    |
|                     | Jacques Huleux            | EÉLV  | 06 | Union à gauche avec des écologistes | Pôle écologiste                      |
|                     | Laurent Morin             | RN    | 01 | Rassemblement national              | Rassemblement national Île-de-France |
|                     | Caroline Parmentier       | RN    | 02 | Rassemblement national              | Rassemblement national Île-de-France |
|                     | Jean-Noël Barrot          | MoDem | 01 | Union du centre                     | Majorité présidentielle              |
|                     | Aurore Bergé              | RE    | 02 | Union du centre                     | Majorité présidentielle              |
| * Vice-président(e) |                           |       |    |                                     |                                      |

### Conseillers départementaux

Couleur politique des cantons des Yvelines à l'issue des élections départementales de 2021.

Depuis le redécoupage cantonal de 2014, le nombre de cantons est passé de 39 à 21 avec un binôme paritaire élu dans chacun d'entre eux, soit 42 conseillers départementaux. À l'issue des élections départementales de 2015, la droite réalise un grand chelem en remportant l'intégralité des sièges à pourvoir : le 2 avril 2015, Pierre Bédier (UMP) est élu à la présidence du conseil départemental par 38 voix. Il retrouve ainsi un siège qu'il a déjà occupé entre 2005 et 2009.
Le 1er juillet 2021, à la suite des élections départementales qui voient une nouvelle fois la droite et le centre triompher, Pierre Bédier est réélu à l'unanimité pour un second mandat,.
| Canton                   | Conseillers               | Partis | Partis    | Groupes                    |
| ------------------------ | ------------------------- | ------ | --------- | -------------------------- |
| Aubergenville            | Laurent Richard           |        | LR        | Ensemble pour les Yvelines |
| Aubergenville            | Pauline Winocour-Lefèvre  |        | LR        | Ensemble pour les Yvelines |
| Bonnières-sur-Seine      | Josette Jean              |        | LR        | Ensemble pour les Yvelines |
| Bonnières-sur-Seine      | Patrick Stefanini         |        | LR        | Ensemble pour les Yvelines |
| Chatou                   | Éric Dumoulin             |        | LR        | Ensemble pour les Yvelines |
| Chatou                   | Stéphanie Thieyre         |        | LR        | Ensemble pour les Yvelines |
| Le Chesnay-Rocquencourt  | Richard Delepierre        |        | MoDem     | Ensemble pour les Yvelines |
| Le Chesnay-Rocquencourt  | Sylvie d'Estève           |        | LR        | Ensemble pour les Yvelines |
| Conflans-Sainte-Honorine | Catherine Arenou          |        | LR        | Ensemble pour les Yvelines |
| Conflans-Sainte-Honorine | Laurent Brosse            |        | DVD       | Ensemble pour les Yvelines |
| Houilles                 | Nicole Bristol            |        | LR        | Ensemble pour les Yvelines |
| Houilles                 | Julien Chambon            |        | LREM → RE | Ensemble pour les Yvelines |
| Limay                    | Cécile Dumoulin           |        | LR        | Ensemble pour les Yvelines |
| Limay                    | Guy Muller                |        | LR        | Ensemble pour les Yvelines |
| Mantes-la-Jolie          | Pierre Bédier             |        | LR        | Ensemble pour les Yvelines |
| Mantes-la-Jolie          | Nathalie Pereira          |        | DVD       | Ensemble pour les Yvelines |
| Maurepas                 | Grégory Garestier         |        | DVD       | Ensemble pour les Yvelines |
| Maurepas                 | Alexandra Rosetti         |        | UDI       | Ensemble pour les Yvelines |
| Montigny-le-Bretonneux   | Laurence Boularan         |        | MoDem     | Ensemble pour les Yvelines |
| Montigny-le-Bretonneux   | Lorrain Merckaert         |        | DVD       | Ensemble pour les Yvelines |
| Les Mureaux              | Marc Herz                 |        | DVD       | Ensemble pour les Yvelines |
| Les Mureaux              | Cécile Zammit-Popescu     |        | LR        | Ensemble pour les Yvelines |
| Plaisir                  | Bertrand Coquard          |        | UDI       | Ensemble pour les Yvelines |
| Plaisir                  | Joséphine Kollmannsberger |        | LR        | Ensemble pour les Yvelines |
| Poissy                   | Suzanne Jaunet            |        | LR        | Ensemble pour les Yvelines |
| Poissy                   | Karl Olive                |        | LREM → RE | Ensemble pour les Yvelines |
| Rambouillet              | Geoffroy Bax de Keating   |        | LR        | Ensemble pour les Yvelines |
| Rambouillet              | Clarisse Demont           |        | LR        | Ensemble pour les Yvelines |
| Saint-Cyr-l'École        | Philippe Benassaya        |        | LR        | Ensemble pour les Yvelines |
| Saint-Cyr-l'École        | Sonia Brau                |        | UDI       | Ensemble pour les Yvelines |
| Saint-Germain-en-Laye    | Gwendoline Desforges      |        | LR        | Ensemble pour les Yvelines |
| Saint-Germain-en-Laye    | Arnaud Péricard           |        | H         | Ensemble pour les Yvelines |
| Sartrouville             | Ingrid Coutant            |        | DVD       | Ensemble pour les Yvelines |
| Sartrouville             | Pierre Fond               |        | LR        | Ensemble pour les Yvelines |
| Trappes                  | Anne Capiaux              |        | LR        | Ensemble pour les Yvelines |
| Trappes                  | Nicolas Dainville         |        | LR        | Ensemble pour les Yvelines |
| Verneuil-sur-Seine       | Fabienne Devèze           |        | MoDem     | Ensemble pour les Yvelines |
| Verneuil-sur-Seine       | Jean-François Raynal      |        | LR        | Ensemble pour les Yvelines |
| Versailles-1             | Claire Chagnaud-Forain    |        | LR        | Ensemble pour les Yvelines |
| Versailles-1             | Olivier de La Faire       |        | VIA       | Ensemble pour les Yvelines |
| Versailles-2             | Marie-Hélène Aubert       |        | DVD       | Ensemble pour les Yvelines |
| Versailles-2             | Olivier Lebrun            |        | LR        | Ensemble pour les Yvelines |

Le 1er juillet 2021, lors de la session d'installation du conseil départemental, six vice-présidents et six vice-présidentes ont été élus.
Le bureau est remanié en 2022 avec la désignation de Richard Delepierre (Le Chesnay-Rocquencourt) à la 3e vice-présidence, en remplacement de Karl Olive (Poissy), élu député de la 12e circonscription. Par ailleurs, Nicolas Dainville	passe de la 7e à 5e vice-présidence, Laurent Richard de la 9e à 7e, Geoffroy Bax de Keating de la 11e à 9e et enfin, Philippe Benassaya intègre le bureau et prend la 11e vice-présidence. À cette date, la liste des vice-présidents est la suivante :
|     | Identité                  | Groupe | Attributions                                                 |
| --- | ------------------------- | ------ | ------------------------------------------------------------ |
| 1er | Pierre Fond               | EPY    | Intercommunalité, Europe et Métropole de Paris               |
| 2e  | Marie-Hélène Aubert       | EPY    | Autonomie et coopération décentralisée                       |
| 3e  | Richard Delepierre        | EPY    | Mobilités et transports                                      |
| 4e  | Catherine Arenou          | EPY    | Insertion et rénovation urbaine                              |
| 5e  | Nicolas Dainville         | EPY    | Enseignement supérieur, recherche, industrie et technologies |
| 6e  | Cécile Dumoulin           | EPY    | Collèges et numérique scolaire                               |
| 7e  | Laurent Richard           | EPY    | Santé                                                        |
| 8e  | Joséphine Kollmannsberger | EPY    | Culture et tourisme                                          |
| 9e  | Geoffroy Bax de Keating   | EPY    | Protection de l'enfance                                      |
| 10e | Pauline Winocour-Lefèvre  | EPY    | Ruralité, agriculture, alimentation et circuits courts       |
| 11e | Philippe Benassaya        | EPY    | Communication et porte-parolat                               |
| 12e | Nicole Bristol            | EPY    | Biodiversité, climat et développement durable                |

Groupes politiques
Le conseil départemental des Yvelines compte un unique groupe politique, « Ensemble pour les Yvelines », qui réunit les 42 élus de la droite et du centre.
| Groupe                     | Sigle | Président  | Statut   |
| -------------------------- | ----- | ---------- | -------- |
| Ensemble pour les Yvelines | EPY   | Karl Olive | majorité |

### Présidents d'intercommunalités
|                                                           | CC | Cœur d'Yvelines                | Hervé Planchenault    |  | LR  | 2014 |
|                                                           | CC | Gally Mauldre                  | Patrick Loisel        |  | LR  | 2021 |
|                                                           | CU | Grand Paris Seine et Oise      | Cécile Zammit-Popescu |  | DVD | 2022 |
|                                                           | CC | Haute Vallée de Chevreuse      | Anne Grignon          |  | DVD | 2020 |
|                                                           | CC | Pays Houdanais                 | Jean-Marie Tétart     |  | LR  | 2020 |
|                                                           | CC | Portes de l'Île-de-France      | Alain Pezzali         |  | DVD | 2017 |
|                                                           | CA | Rambouillet Territoires        | Thomas Gourlan        |  | LR  | 2020 |
|                                                           | CA | Saint Germain Boucles de Seine | Pierre Fond           |  | LR  | 2016 |
|                                                           | CA | Saint-Quentin-en-Yvelines      | Jean-Michel Fourgous  |  | LR  | 2017 |
|                                                           | CA | Versailles Grand Parc          | François de Mazières  |  | DVD | 2008 |
| Intercommunalité dont le siège est situé hors département |    |                                |                       |  |     |      |
|                                                           | CA | Cergy-Pontoise                 | Jean-Paul Jeandon     |  | PS  | 2020 |

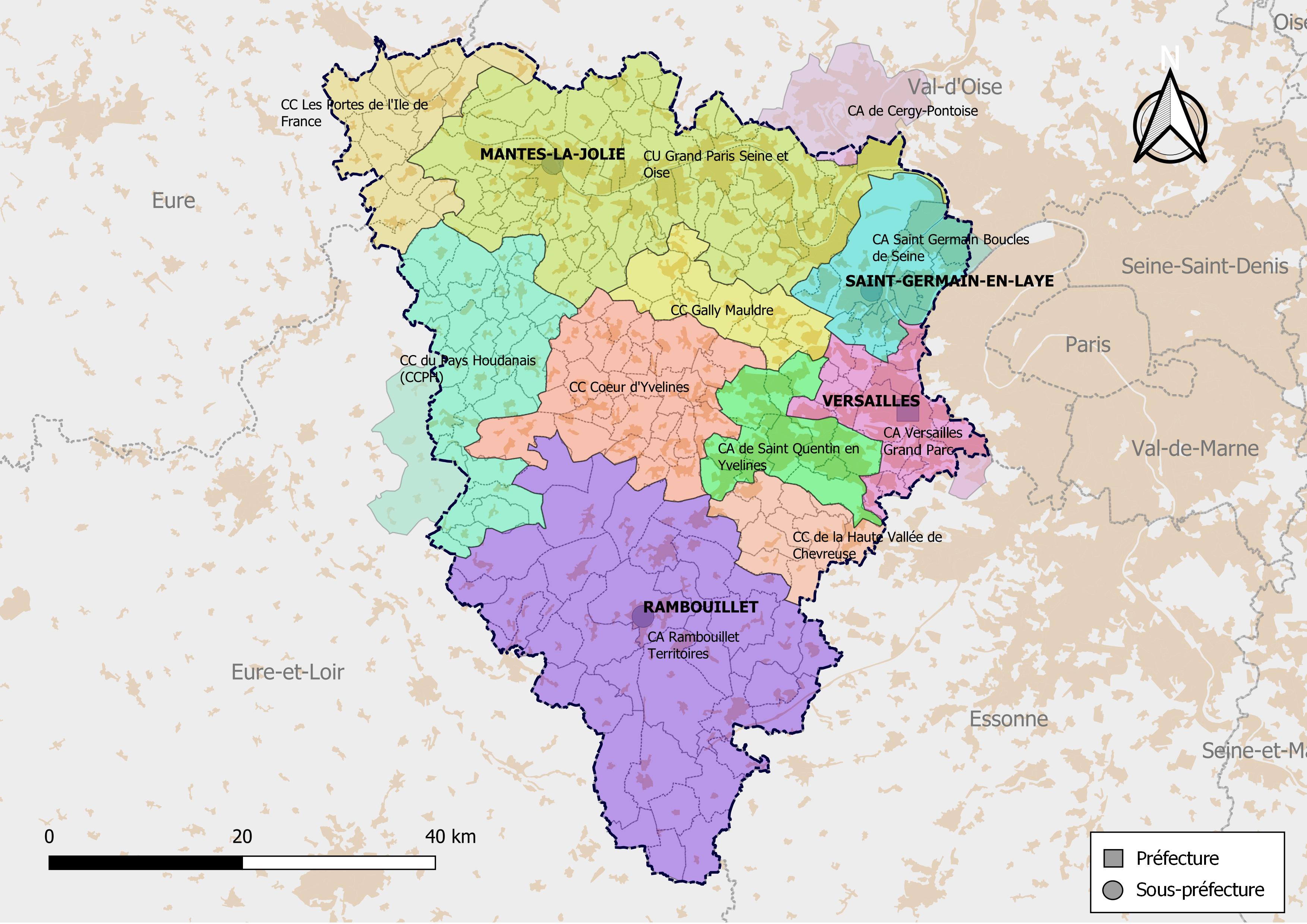
Carte des intercommunalités des Yvelines au 1er janvier 2019.

Une seule commune, Maurecourt, fait partie d'une intercommunalité (la communauté d'agglomération de Cergy-Pontoise) dont le siège est situé hors département. À l'inverse, les communautés d'agglomération Saint Germain Boucles de Seine et Versailles Grand Parc ainsi que la communauté de communes du Pays Houdanais comptent des communes de départements limitrophes :
- Bezons (Val-d'Oise) pour la CA Saint Germain Boucles de Seine ;
- Bièvres (Essonne) pour la CA Versailles Grand Parc ;
- Boutigny-Prouais, Goussainville, Havelu et Saint-Lubin-de-la-Haye (Eure-et-Loir) pour la CC du Pays Houdanais.

### Maires

Carte des 259 communes des Yvelines au 1er janvier 2022.

| Commune                  | Maire                     |  | Parti    | Élection | Population |
| ------------------------ | ------------------------- |  | -------- | -------- | ---------- |
| Achères                  | Marc Honoré               |  | DVD      | 2014     | 21 663     |
| Andrésy                  | Lionel Wastl              |  | EÉLV     | 2020     | 13 663     |
| Aubergenville            | Gilles Lécole             |  | LR       | 2020     | 12 540     |
| Bois-d'Arcy              | Jean-Philippe Luce        |  | UDI      | 2020     | 16 225     |
| Carrières-sous-Poissy    | Eddie Aït                 |  | ECO      | 2020     | 19 951     |
| Carrières-sur-Seine      | Arnaud de Bourrousse      |  | DVD      | 2008     | 15 002     |
| La Celle-Saint-Cloud     | Olivier Delaporte         |  | LR       | 1998     | 20 440     |
| Chanteloup-les-Vignes    | Catherine Arenou          |  | LR       | 2009     | 10 793     |
| Chatou                   | Michèle Grellier          |  | DVD      | 2024     | 30 054     |
| Le Chesnay-Rocquencourt  | Richard Delepierre        |  | MoDem    | 2020     | 31 064     |
| Les Clayes-sous-Bois     | Philippe Guiguen          |  | DVD      | 2020     | 16 940     |
| Conflans-Sainte-Honorine | Laurent Brosse            |  | DVD      | 2014     | 36 306     |
| Croissy-sur-Seine        | Jean-Roger Davin          |  | LR       | 2001     | 10 580     |
| Élancourt                | Jean-Michel Fourgous      |  | LR       | 1996     | 26 348     |
| Fontenay-le-Fleury       | Richard Rivaud            |  | LR       | 2014     | 13 640     |
| Guyancourt               | François Morton           |  | DVG      | 2019     | 29 758     |
| Houilles                 | Julien Chambon            |  | RE       | 2020     | 33 617     |
| Limay                    | Djamel Nedjar             |  | DVG      | 2021     | 17 584     |
| Maisons-Laffitte         | Jacques Myard             |  | LR       | 1989     | 22 855     |
| Mantes-la-Jolie          | Raphaël Cognet            |  | LR       | 2017     | 44 246     |
| Mantes-la-Ville          | Sami Damergy              |  | DVC      | 2020     | 21 874     |
| Marly-le-Roi             | Jean-Yves Perrot          |  | DVD      | 2001     | 16 619     |
| Maurepas                 | Grégory Garestier         |  | DVD      | 2014     | 19 960     |
| Montesson                | Nicole Bristol            |  | DVD      | 2020     | 14 606     |
| Montigny-le-Bretonneux   | Lorrain Merckaert         |  | DVD      | 2020     | 32 150     |
| Les Mureaux              | François Garay            |  | DVG      | 2001     | 34 151     |
| Le Pecq                  | Laurence Bernard          |  | LR       | 2013     | 15 858     |
| Plaisir                  | Joséphine Kollmannsberger |  | LR       | 2012     | 31 971     |
| Poissy                   | Sandrine Berno Dos Santos |  | LR       | 2022     | 40 792     |
| Rambouillet              | Véronique Matillon        |  | DVD      | 2020     | 27 145     |
| Saint-Cyr-l'École        | Sonia Brau                |  | UDI      | 2019     | 20 451     |
| Saint-Germain-en-Laye    | Arnaud Péricard           |  | Horizons | 2017     | 45 286     |
| Sartrouville             | Pierre Fond               |  | LR       | 1995     | 51 570     |
| Trappes                  | Ali Rabeh                 |  | G·s      | 2020     | 34 276     |
| Triel-sur-Seine          | Cédric Aoun               |  | SE       | 2020     | 12 386     |
| Vélizy-Villacoublay      | Pascal Thévenot           |  | SL       | 2014     | 22 481     |
| Verneuil-sur-Seine       | Fabien Aufrechter         |  | RE       | 2020     | 16 112     |
| Versailles               | François de Mazières      |  | DVD      | 2008     | 83 918     |
| Le Vésinet               | Bruno Coradetti           |  | RE       | 2020     | 15 712     |
| Villepreux               | Jean-Baptiste Hamonic     |  | MoDem    | 2020     | 11 568     |
| Viroflay                 | Olivier Lebrun            |  | LR       | 2005     | 16 943     |
| Voisins-le-Bretonneux    | Alexandra Rosetti         |  | UDI      | 2014     | 10 740     |

Plusieurs communes ont vu un changement de premier édile en cours de mandat :
À la suite de la création de trois communes nouvelles qui regroupent six communes déléguées, le nombre de communes yvelinoises est passé de 262 à 259 entre 2014 et 2020. Dans certaines d'entre elles, un maire délégué y est élu.
|      | Commune nouvelle        | Communes déléguées                | Population (à sa création) |
| ---- | ----------------------- | --------------------------------- | -------------------------- |
| 2019 | Le Chesnay-Rocquencourt | Le Chesnay - Rocquencourt         | 31 686                     |
| 2019 | Notre-Dame-de-la-Mer    | Jeufosse - Port-Villez            | 659                        |
| 2019 | Saint-Germain-en-Laye   | Fourqueux - Saint-Germain-en-Laye | 43 976                     |

- Fourqueux : Daniel Level
- Jeufosse : Arlette Huan
- Port-Villez : Michel Chevallier
- Rocquencourt : Benoît Ribert

## Résultats électoraux

### Élections législatives
|      |      |      |      |      |      |      |      |      | 1re                                                | 1re                                                | 2e                                                 | 2e                                                 | 3e                                                 | 3e                                                 | 4e                                                 | 4e                                                 | 5e                                                 | 5e                                                 | 6e                                                 | 6e                                                 | 7e                                                 | 7e                                                 | 8e                                                 | 8e                                                 | 9e                                                 | 9e                                                 | 10e                                                | 10e                                                | 11e                                                | 11e                                                | 12e                                                | 12e                                                |
| ---- | ---- | ---- | ---- | ---- | ---- | ---- | ---- | ---- | -------------------------------------------------- | -------------------------------------------------- | -------------------------------------------------- | -------------------------------------------------- | -------------------------------------------------- | -------------------------------------------------- | -------------------------------------------------- | -------------------------------------------------- | -------------------------------------------------- | -------------------------------------------------- | -------------------------------------------------- | -------------------------------------------------- | -------------------------------------------------- | -------------------------------------------------- | -------------------------------------------------- | -------------------------------------------------- | -------------------------------------------------- | -------------------------------------------------- | -------------------------------------------------- | -------------------------------------------------- | -------------------------------------------------- | -------------------------------------------------- | -------------------------------------------------- | -------------------------------------------------- |
| 2024 | 2024 | 2024 | 2024 | 2024 | 2024 | 2024 | 2024 | 2024 |                                                    | RE                                                 |                                                    | MoDem                                              |                                                    | RE                                                 |                                                    | RE                                                 |                                                    | RE                                                 |                                                    | RE                                                 |                                                    | PP                                                 |                                                    | G.s                                                |                                                    | PS                                                 |                                                    | RE                                                 |                                                    | UDI                                                |                                                    | RE                                                 |
| 2022 | 2022 | 2022 | 2022 | 2022 | 2022 | 2022 | 2022 | 2022 |                                                    | Agir                                               |                                                    | MoDemEP                                            |                                                    | RE                                                 |                                                    | RE                                                 |                                                    | RE                                                 |                                                    | RE                                                 |                                                    | RE                                                 |                                                    | G·s                                                |                                                    | MoDem                                              |                                                    | RE                                                 |                                                    | LFI                                                |                                                    | RE                                                 |
| 2017 | 2017 | 2017 | 2017 | 2017 | 2017 | 2017 | 2017 | 2017 |                                                    | LREM                                               |                                                    | MoDem                                              |                                                    | LREM                                               |                                                    | LREM                                               |                                                    | LREM                                               |                                                    | LREM                                               |                                                    | MoDem                                              |                                                    | LR                                                 |                                                    | MoDem                                              |                                                    | LREM                                               |                                                    | LREMEP                                             |                                                    | LREM                                               |
| 2012 | 2012 | 2012 | 2012 | 2012 | 2012 | 2012 | 2012 | 2012 |                                                    | DVD                                                |                                                    | UMPEP                                              |                                                    | UMP                                                |                                                    | UMP                                                |                                                    | UMP                                                |                                                    | UMP                                                |                                                    | UMP                                                |                                                    | PS                                                 |                                                    | UMP                                                |                                                    | PCD                                                |                                                    | PS                                                 |                                                    | UMP                                                |
| 2007 | 2007 | 2007 | 2007 | 2007 | 2007 | 2007 | 2007 | 2007 |                                                    | UMP                                                |                                                    | UMP                                                |                                                    | NC                                                 |                                                    | UMP                                                |                                                    | UMP                                                |                                                    | UMP                                                |                                                    | UMP                                                |                                                    | UMP                                                |                                                    | UMP                                                |                                                    | PCDEP                                              |                                                    | UMP                                                |                                                    | UMPEP                                              |
| 2002 | 2002 | 2002 | 2002 | 2002 | 2002 | 2002 | 2002 | 2002 |                                                    | UMP                                                |                                                    | UMP                                                |                                                    | UDFEP                                              |                                                    | UMP                                                |                                                    | UMP                                                |                                                    | UMP                                                |                                                    | UMP                                                |                                                    | UMPEP                                              |                                                    | UMP                                                |                                                    | UMP                                                |                                                    | UMP                                                |                                                    | UMP                                                |
| 1997 | 1997 | 1997 | 1997 | 1997 | 1997 | 1997 | 1997 | 1997 |                                                    | RPR                                                |                                                    | RPR                                                |                                                    | UDF                                                |                                                    | UDF                                                |                                                    | RPR                                                |                                                    | RPR                                                |                                                    | UDF                                                |                                                    | PS                                                 |                                                    | RPR                                                |                                                    | UDF                                                |                                                    | PS                                                 |                                                    | RPR                                                |
| 1993 | 1993 | 1993 | 1993 | 1993 | 1993 | 1993 | 1993 | 1993 |                                                    | RPR                                                |                                                    | RPREP                                              |                                                    | UDF                                                |                                                    | UDF                                                |                                                    | RPR                                                |                                                    | RPR                                                |                                                    | UDF                                                |                                                    | RPR                                                |                                                    | RPR                                                |                                                    | UDF                                                |                                                    | RPR                                                |                                                    | RPR                                                |
| 1988 | 1988 | 1988 | 1988 | 1988 | 1988 | 1988 | 1988 | 1988 |                                                    | RPR                                                |                                                    | RPR                                                |                                                    | UDF                                                |                                                    | UDF                                                |                                                    | RPR                                                |                                                    | RPR                                                |                                                    | PS                                                 |                                                    | PS                                                 |                                                    | RPR                                                |                                                    | UDF                                                |                                                    | PS                                                 |                                                    | RPR                                                |
| 1986 | 1986 | 1986 | 1986 | 1986 | 1986 | 1986 | 1986 | 1986 | Scrutin proportionnel plurinominal par département | Scrutin proportionnel plurinominal par département | Scrutin proportionnel plurinominal par département | Scrutin proportionnel plurinominal par département | Scrutin proportionnel plurinominal par département | Scrutin proportionnel plurinominal par département | Scrutin proportionnel plurinominal par département | Scrutin proportionnel plurinominal par département | Scrutin proportionnel plurinominal par département | Scrutin proportionnel plurinominal par département | Scrutin proportionnel plurinominal par département | Scrutin proportionnel plurinominal par département | Scrutin proportionnel plurinominal par département | Scrutin proportionnel plurinominal par département | Scrutin proportionnel plurinominal par département | Scrutin proportionnel plurinominal par département | Scrutin proportionnel plurinominal par département | Scrutin proportionnel plurinominal par département | Scrutin proportionnel plurinominal par département | Scrutin proportionnel plurinominal par département | Scrutin proportionnel plurinominal par département | Scrutin proportionnel plurinominal par département | Scrutin proportionnel plurinominal par département | Scrutin proportionnel plurinominal par département |
| 1981 | 1981 | 1981 | 1981 | 1981 | 1981 | 1981 | 1981 | 1981 |                                                    | PS                                                 |                                                    | RPR                                                |                                                    | PS                                                 |                                                    | RPR                                                |                                                    | RPR                                                |                                                    | RPR                                                |                                                    | PS                                                 |                                                    | PS                                                 |                                                    |                                                    |                                                    |                                                    |                                                    |                                                    |                                                    |                                                    |
| 1978 | 1978 | 1978 | 1978 | 1978 | 1978 | 1978 | 1978 | 1978 |                                                    | PR                                                 |                                                    | RPR                                                |                                                    | PS                                                 |                                                    | RPR                                                |                                                    | RPR                                                |                                                    | RPR                                                |                                                    | RPR                                                |                                                    | PR                                                 |                                                    |                                                    |                                                    |                                                    |                                                    |                                                    |                                                    |                                                    |
| 1973 | 1973 | 1973 | 1973 | 1973 | 1973 | 1973 | 1973 | 1973 |                                                    | RI                                                 |                                                    | UDR                                                |                                                    | DVD                                                |                                                    | UDR                                                |                                                    | RIEP                                               |                                                    | UDR                                                |                                                    | UDR                                                |                                                    | MRG                                                |                                                    |                                                    |                                                    |                                                    |                                                    |                                                    |                                                    |                                                    |
| 1968 | 1968 | 1968 | 1968 | 1968 | 1968 | 1968 | 1968 | 1968 |                                                    | UDR                                                |                                                    | UDR                                                |                                                    | UDR                                                |                                                    | UDREP                                              |                                                    | RI                                                 |                                                    | UDR                                                |                                                    | UDR                                                |                                                    | FGDS                                               |                                                    |                                                    |                                                    |                                                    |                                                    |                                                    |                                                    |                                                    |
| 1967 | 1967 | 1967 | 1967 | 1967 | 1967 | 1967 | 1967 | 1967 |                                                    | UD-Ve                                              |                                                    | UD-Ve                                              |                                                    | FGDS                                               |                                                    | UD-Ve                                              |                                                    | RI                                                 |                                                    | UD-Ve                                              |                                                    | PCF                                                |                                                    | FGDS                                               |                                                    |                                                    |                                                    |                                                    |                                                    |                                                    |                                                    |                                                    |

| XVIe                                                    | 2 et 9 octobre 2022 | 2e  | Jean-Noël Barrot      |  | MoDem | Jean-Noël Barrot      |  | MoDem |
| XVIe                                                    | Suppléante de Jean-Noël Barrot, réélu lors des législatives de juin, Anne Grignon devient députée de la deuxième circonscription le 5 août 2022 à la suite de la nomination de ce dernier au gouvernement en tant que ministre délégué. Le 12 août, elle est cependant contrainte à la démission après un recours en annulation porté devant le Conseil constitutionnel, en raison du fait qu'elle était déjà suppléante du sénateur Martin Lévrier, ce qui est formellement interdit par le Code électoral. () Comme en juin, il se retrouve face à l'écologiste Maïté Carrive-Bedouani au second tour et il est réélu avec 71,67 % des suffrages exprimés dans un contexte de forte abstention. |     |                       |  |       |                       |  |       |
| XVe                                                     | 20 et 27 septembre 2020 | 11e | Nadia Hai             |  | LREM  | Philippe Benassaya    |  | LR    |
| XVe                                                     | Nommée ministre déléguée chargée de la Ville dans le gouvernement Castex, Nadia Hai démissionne le 6 juillet 2020 pour que son suppléant, mis en examen dans une affaire de trafic de drogue, ne puisse pas devenir député. Une élection partielle a donc lieu et voit la victoire avec 57,63 % des suffrages du candidat des Républicains Philippe Benassaya face à Sandrine Grandgambe (G·s-EELV), le candidat macroniste ayant été éliminé dès le premier tour. () |     |                       |  |       |                       |  |       |
| XIVe                                                    | 13 et 20 mars 2016 | 2e  | Valérie Pécresse      |  | LR    | Pascal Thévenot       |  | LR    |
| XIVe                                                    | Élue présidente du conseil régional d'Île-de-France le 18 décembre 2015, Valérie Pécresse démissionne de son mandat de députée, afin de respecter la loi sur le non cumul : Pascal Thévenot, maire de Vélizy-Villacoublay, est largement élu avec 72,25 % des voix face au candidat socialiste Tristan Jacques. () |     |                       |  |       |                       |  |       |
| XIIIe                                                   | 4 et 11 juillet 2010 | 10e | Jean-Frédéric Poisson |  | PCD   | Anny Poursinoff       |  | EÉLV  |
| XIIIe                                                   | En raison du faible écart de voix – cinq seulement – constaté lors de la précédente élection partielle (voir ci-dessous), le Conseil constitutionnel annule le scrutin et une nouvelle élection est organisée : à l'inverse de septembre 2009, elle voit la victoire de la candidate écologiste Anny Poursinoff face au député sortant Jean-Frédéric Poisson. |     |                       |  |       |                       |  |       |
| XIIIe                                                   | 11 et 18 octobre 2009 | 12e | Jacques Masdeu-Arus   |  | UMP   | David Douillet        |  | UMP   |
| XIIIe                                                   | Dans une décision du 6 août 2009, le Conseil constitutionnel déchoit Jacques Masdeu-Arus de son mandat parlementaire et un scrutin partiel doit être organisé : ce dernier voit l'élection de l'ancien judoka et champion olympique David Douillet (UMP) face au maire socialiste de Poissy Frédérik Bernard. |     |                       |  |       |                       |  |       |
| XIIIe                                                   | 20 et 27 septembre 2009 | 10e | Jean-Frédéric Poisson |  | PCD   | Jean-Frédéric Poisson |  | PCD   |
| XIIIe                                                   | Suppléant de Christine Boutin, Jean-Frédéric Poisson devient député à la suite de la nomination de cette dernière au gouvernement. En 2009, elle quitte son ministère et renonce à reprendre le siège dont elle est la titulaire : au second tour de l'élection partielle, Jean-Frédéric Poisson est élu d'extrême justesse (50,01 % et 12 804 voix) face à Anny Poursinoff, candidate d'Europe Écologie. |     |                       |  |       |                       |  |       |
| XIIe                                                    | 28 novembre et 5 décembre 2004 | 8e  | André Samitier        |  | UMP   | Pierre Bédier         |  | UMP   |
| XIIe                                                    | André Samitier, devenu député en juillet 2002 à la suite de la nomination de Pierre Bédier comme secrétaire d'État chargé des Programmes immobiliers de la justice, meurt en fonction le 10 septembre 2004. Ayant refusé de démissionner lorsque Bédier quitte le gouvernement en janvier 2004, le siège devient par conséquent vacant : à l'issue du second tour de l'élection partielle, Pierre Bédier bat la socialiste Françoise Descamps-Crosnier et retrouve son siège à l'Assemblée nationale. () |     |                       |  |       |                       |  |       |
| XIIe                                                    | 8 et 15 décembre 2002 | 3e  | Anne-Marie Idrac      |  | UDF   | Christian Blanc       |  | UDF   |
| XIIe                                                    | Nommée présidente de la RATP en septembre 2002, Anne-Marie Idrac démissionne de tous ses mandats électifs. Christian Blanc, ancien PDG d'Air France soutenu par l'UDF, est élu avec 100 % des suffrages exprimés au second tour de scrutin, l'UMP Philippe Brillault ayant retiré sa retiré sa candidature. () |     |                       |  |       |                       |  |       |
| Xe                                                      | 18 et 25 février 1996 | 2e  | Franck Borotra        |  | RPR   | Franck Borotra        |  | RPR   |
| Xe                                                      | Nommé ministre de l'Industrie, de la Poste et des Télécommunications dans le gouvernement Juppé, Franck Borotra (RPR) démissionne de son siège de député en novembre 1995, afin que son ancien suppléant Claude Dumond (UDF-FD) ne puisse pas siéger. Au second tour du scrutin partiel, Franck Borotra est réélu avec 54,14% des voix : l'ancien maire de Versailles et nouveau suppléant, André Damien, lui succède. |     |                       |  |       |                       |  |       |
| Ve                                                      | 14 et 21 novembre 1976 | 5e  | Jean Riquin           |  | RI    | Bernard Destremau     |  | RI    |
| Ve                                                      | Le républicain indépendant Bernard Destremau, ancien secrétaire d'État aux Affaires étrangères du gouvernement Chirac, retrouve son siège après la démission de son ancien suppléant Jean Riquin. Il est réélu avec 50,66 % des suffrages face au communiste Jean Cuguen, maire de Saint-Cyr-l'École. |     |                       |  |       |                       |  |       |
| IVe                                                     | 19 et 26 octobre 1969 | 4e  | Pierre Clostermann    |  | UDR   | Michel Rocard         |  | PSU   |
| IVe                                                     | Pierre Clostermann démissionne le 19 septembre 1969 pour permettre au premier ministre Maurice Couve de Murville de retrouver un siège à l'Assemblée nationale, ce dernier est cependant battu par Michel Rocard, secrétaire national du Parti socialiste unifié et ancien candidat à la présidentielle. |     |                       |  |       |                       |  |       |
| Chaque élection partielle est indiquée par le sigle EP. | |     |                       |  |       |                       |  |       |

### Élections régionales
- Élections régionales de 2021 :

| Liste                           | Liste | Tête de liste       | Premier tour | Premier tour | Second tour | Second tour | Sièges (31) |  |
| Liste                           | Liste | Tête de liste       | Voix         | %            | Voix        | %           | Sièges (31) |  |
| ------------------------------- | --- | ------------------- | ------------ | ------------ | ----------- | ----------- | ----------- |  |
|                                 | Soyons libres - LR - UDI - MR - MoDem diss. Île-de-France rassemblée                                                               | Valérie Pécresse *  | 136 334      | 43,31        | 176 990     | 53,62       | 21 (67,74)  |  |
|                                 | Europe Écologie Les Verts - G.s - GE - CE - MdP - ND L'écologie évidemment (1er tour) Écologie, solidarité, évidemment ! (2d tour) | Ghislaine Senée     | 36 907       | 11,73        | 82 766      | 25,07       | 6 (19,35)   |  |
|                                 | Parti socialiste - PRG - PP - ES - AE - GRS - MRC Île-de-France en commun                                                          | Dieynaba Diop       | 25 391       | 8,07         | 82 766      | 25,07       | 6 (19,35)   |  |
|                                 | La France insoumise - PCF - PA - GDS - PG - R&S Pouvoir vivre en Île-de-France                                                     | Nelly Dutu          | 17 950       | 5,70         | 82 766      | 25,07       | 6 (19,35)   |  |
|                                 | Rassemblement national - LDP - PL Le choix de la sécurité                                                                          | Laurent Morin       | 45 342       | 14,41        | 36 998      | 11,21       | 2 (6,45)    |  |
|                                 | La République en marche - Agir - MoDem - TdP - PE Envie d'Île-de-France                                                            | Jean-Noël Barrot    | 39 951       | 12,69        | 33 345      | 10,10       | 2 (6,45)    |  |
|                                 | Révolution écologique pour le vivant - MHAN - MCPA Oser l'écologie                                                                 | Sandro Rato         | 5 770        | 1,83         |             |             |             |  |
|                                 | Lutte ouvrière Lutte ouvrière - Faire entendre le camp des travailleurs                                                            | Jean-Pierre Mercier | 3 360        | 1,07         |             |             |             |  |
|                                 | Divers France Démocratie directe                                                                                                   | Marc de Fouquières  | 1 735        | 0,55         |             |             |             |  |
|                                 | Union des démocrates musulmans français Agir pour ne plus subir                                                                    | Aicha Ihia          | 1 507        | 0,48         |             |             |             |  |
|                                 | Volt - NC - PACE - ANLD Île-de-France, Île d'Europe                                                                                | Elvire Seka         | 508          | 0,16         |             |             |             |  |
|                                 | |                     |              |              |             |             |             |  |
| Inscrits                        | Inscrits | Inscrits            | 956 066      | 100,00       | 955 814     | 100,00      |             |  |
| Abstentions                     | Abstentions | Abstentions         | 634 632      | 66,38        | 618 462     | 64,71       |             |  |
| Votants                         | Votants | Votants             | 321 434      | 33,62        | 337 352     | 35,29       |             |  |
| Blancs                          | Blancs | Blancs              | 4 207        | 1,31         | 4 897       | 1,45        |             |  |
| Nuls                            | Nuls | Nuls                | 2 472        | 0,77         | 2 356       | 0,70        |             |  |
| Exprimés                        | Exprimés | Exprimés            | 314 755      | 97,92        | 330 099     | 97,85       |             |  |
| * Présidente de région sortante | |                     |              |              |             |             |             |  |

- Élections régionales de 2015 :

| Liste       | Liste | Tête de liste        | Premier tour | Premier tour | Second tour | Second tour | Sièges (31) |  |
| Liste       | Liste | Tête de liste        | Voix         | %            | Voix        | %           | Sièges (31) |  |
| ----------- | --- | -------------------- | ------------ | ------------ | ----------- | ----------- | ----------- |  |
|             | Les Républicains - UDI - MoDem - PCD L'alternance avec Valérie Pécresse | Valérie Pécresse     | 166 975      | 37,23        | 268 330     | 51,49       | 20 (64,51)  |  |
|             | Parti socialiste - PRG - MRC - MdP - UDE Avec Claude Bartolone, une Île-de-France humaine (1er tour) La gauche et les écologistes rassemblés avec Claude Bartolone (2d tour) | Sandrine Grandgambe  | 96 521       | 21,52        | 179 275     | 34,40       | 8 (25,80)   |  |
|             | Europe Écologie Les Verts - Cap21 Changeons d'air, le Rassemblement écologiste et citoyen                                                                                    | Mounir Satouri       | 32 545       | 7,26         | 179 275     | 34,40       | 8 (25,80)   |  |
|             | Front de gauche (PCF - PG - Ensemble) Nos vies d'abord ! Égalité écologie dignité citoyenneté                                                                                | Colette Gergen       | 17 048       | 3,80         | 179 275     | 34,40       | 8 (25,80)   |  |
|             | Front national Liste Front national présentée par Marine Le Pen | Philippe Chevrier    | 85 429       | 19,05        | 113 378     | 14,11       | 3 (9,68)    |  |
|             | Debout la France Debout la France avec Nicolas Dupont-Aignan | Céline Jullié        | 29 926       | 6,67         |             |             |             |  |
|             | Lutte ouvrière Lutte ouvrière - Faire entendre le camp des travailleurs | Thierry Gonnot       | 5 304        | 1,18         |             |             |             |  |
|             | Union populaire républicaine L'UPR avec François Asselineau | Sylvain Gargasson    | 4 052        | 0,90         |             |             |             |  |
|             | Parti libéral démocrate - GC Aux urnes citoyens | Erwan Le Gall        | 3 799        | 0,85         |             |             |             |  |
|             | Nous Citoyens Nous citoyens pour l'Île-de-France | Emmanuel Loevenbruck | 3 663        | 0,82         |             |             |             |  |
|             | Union des démocrates musulmans français | Nabil Hmani          | 1 532        | 0,34         |             |             |             |  |
|             | Divers écologiste - PP - CVB - CSF Fédération libertaire unitaire ouverte | Laurent Carius       | 1 002        | 0,22         |             |             |             |  |
|             | Divers Liste d'union citoyenne | Mohamed Kamli        | 754          | 0,17         |             |             |             |  |
|             | |                      |              |              |             |             |             |  |
| Inscrits    | Inscrits | Inscrits             | 956 030      | 100,00       | 955 853     | 100,00      |             |  |
| Abstentions | Abstentions | Abstentions          | 495 438      | 51,82        | 418 237     | 43,76       |             |  |
| Votants     | Votants | Votants              | 460 592      | 48,18        | 537 616     | 56,24       |             |  |
| Blancs      | Blancs | Blancs               | 8 235        | 0,86         | 8 239       | 1,79        |             |  |
| Nuls        | Nuls | Nuls                 | 3 807        | 0,40         | 3 795       | 0,82        |             |  |
| Exprimés    | Exprimés | Exprimés             | 448 550      | 46,92        | 448 560     | 97,39       |             |  |

- Élections régionales de 2010 :

| Liste                         | Liste | Tête de liste         | Premier tour | Premier tour | Second tour | Second tour | Sièges (28) |  |
| Liste                         | Liste | Tête de liste         | Voix         | %            | Voix        | %           | Sièges (28) |  |
| ----------------------------- | --- | --------------------- | ------------ | ------------ | ----------- | ----------- | ----------- |  |
|                               | Majorité présidentielle - UMP - NC - LGM - PRV - PCD - CPNT - MPF Changer pour mieux vivre en Île-de-France                                                                     | Valérie Pécresse      | 136 859      | 33,74        | 215 113     | 50,55       | 11 (39,29)  |  |
|                               | Parti socialiste - PRG - MRC - MUP Huchon 2010 - La gauche pour l'Île-de-France (1er tour) Huchon 2010 - La gauche et les écologistes rassemblés pour l'Île-de-France (2d tour) | Jean-Paul Huchon *    | 92 537       | 22,81        | 210 466     | 49,45       | 17 (60,71)  |  |
|                               | Europe Écologie - Les Verts - Cap21 - GC Europe Écologie Région Île-de-France                                                                                                   | Anny Poursinoff       | 67 740       | 16,70        | 210 466     | 49,45       | 17 (60,71)  |  |
|                               | Front de gauche - GU - Les Alternatifs - M'PEP - PCOF - RS - DVG Ensemble pour des régions à gauche, solidaires, écologiques et citoyennes                                      | Céline Malaise        | 14 707       | 3,63         | 210 466     | 49,45       | 17 (60,71)  |  |
|                               | Front national Front national avec Le Pen pour l'Île-de-France | Philippe Chevrier     | 35 811       | 8,83         |             |             |             |  |
|                               | Centre national des indépendants et paysans - DLR Rassemblement gaulliste 100% indépendant - Debout la République                                                               | Philippe Brillault    | 17204        | 4,24         |             |             |             |  |
|                               | Mouvement démocrate - GÉ - ECO Démocrate et centriste conduite par Alain Dolium soutenue par François Bayrou                                                                    | Pierre Le Guérinel    | 17 119       | 4,22         |             |             |             |  |
|                               | Nouveau Parti anticapitaliste Tout changer, rien lâcher ! Liste présentée par le NPA et conduite par Olivier Besancenot                                                         | Fabienne Lauret       | 9 387        | 2,31         |             |             |             |  |
|                               | Alliance écologiste indépendante Alliance écologiste indépendante soutenue par Patrice Drevet et Antoine Waechter                                                               | Jean-Louis Fontaine   | 5 989        | 1,48         |             |             |             |  |
|                               | Extrême droite (anti-IVG) La liste chrétienne | Élisabeth de Volontat | 5 142        | 1,27         |             |             |             |  |
|                               | Lutte ouvrière Lutte ouvrière soutenue par Arlette Laguiller | Thierry Gonnot        | 2 037        | 0,50         |             |             |             |  |
|                               | Divers Émergence conduite par Almamy Kanouté | Mam Talla             | 1 069        | 0,26         |             |             |             |  |
|                               | |                       |              |              |             |             |             |  |
| Inscrits                      | Inscrits | Inscrits              | 913 019      | 100,00       | 912 954     | 100,00      |             |  |
| Abstentions                   | Abstentions | Abstentions           | 498 972      | 54,65        | 467 320     | 51,19       |             |  |
| Votants                       | Votants | Votants               | 414 047      | 45,35        | 445 634     | 48,81       |             |  |
| Blancs et nuls                | Blancs et nuls | Blancs et nuls        | 8 446        | 2,04         | 20 043      | 4,50        |             |  |
| Exprimés                      | Exprimés | Exprimés              | 405 601      | 97,96        | 425 585     | 95,50       |             |  |
| * Président de région sortant | |                       |              |              |             |             |             |  |

- Élections régionales de 2004 :

| Liste                         | Liste | Tête de liste      | Premier tour | Premier tour | Second tour | Second tour | Sièges (26) |  |
| Liste                         | Liste | Tête de liste      | Voix         | %            | Voix        | %           | Sièges (26) |  |
| ----------------------------- | --- | ------------------ | ------------ | ------------ | ----------- | ----------- | ----------- |  |
|                               | Union pour un mouvement populaire - MPF - CNIP - FRS Pour que vivre ici soit une chance pour tous (1er tour) L'union pour l'Île-de-France avec Jean-François Copé et André Santini (2d tour) | Pierre Bédier      | 140 634      | 27,63        | 252 735     | 46,61       | 9 (34,61)   |  |
|                               | Union pour la démocratie française - Cap21 L'Île-de-France est de retour avec André Santini                                                                                                  | Nicolas About      | 96 742       | 19,01        | 252 735     | 46,61       | 9 (34,61)   |  |
|                               | Parti socialiste - Les Verts - PRG - MRC Rassemblement de la gauche et des Verts | Jean-Paul Huchon * | 150 141      | 29,50        | 235 885     | 43,50       | 15 (57,69)  |  |
|                               | Parti communiste français - AGR - Les Alternatifs La gauche populaire et citoyenne | Bénédicte Bauret   | 23 292       | 4,58         | 235 885     | 43,50       | 15 (57,69)  |  |
|                               | Front national Front national pour l'Ile-de-France conduite par Marine Le Pen | Myriam Baeckeroot  | 61 676       | 12,12        | 53 638      | 9,89        | 2 (7,69)    |  |
|                               | Lutte ouvrière - LCR LO - LCR, liste soutenue par Arlette Laguiller et Olivier Besancenot | Céline Dumoulin    | 15 998       | 3,14         |             |             |             |  |
|                               | Génération écologie De l'oxygène pour l'Île-de-France | Cécile Kerbel      | 13 949       | 2,74         |             |             |             |  |
|                               | Mouvement national républicain La vraie droite en Île-de-France, liste conduite par Nicolas Bay                                                                                              | Nicolas Bay        | 6 486        | 1,27         |             |             |             |  |
|                               | |                    |              |              |             |             |             |  |
| Inscrits                      | Inscrits | Inscrits           | 838 385      | 100,00       | 838 290     | 100,00      |             |  |
| Abstentions                   | Abstentions | Abstentions        | 316 050      | 37,70        | 281 369     | 33,56       |             |  |
| Votants                       | Votants | Votants            | 522 335      | 62,30        | 556 921     | 66,44       |             |  |
| Blancs ou nuls                | Blancs ou nuls | Blancs ou nuls     | 13 417       | 2,57         | 14 663      | 2,63        |             |  |
| Exprimés                      | Exprimés | Exprimés           | 508 918      | 97,43        | 542 258     | 97,37       |             |  |
| * Président de région sortant | |                    |              |              |             |             |             |  |

### Élections cantonales et départementales
|                                      |       |       |      |                            |
| Président du conseil départemental   |       |       |      |                            |
| Pierre Bédier (LR)                   |       |       |      |                            |
| Parti                                | Sigle | Sigle | Élus | Groupes                    |
| Majorité (42 sièges)                 |       |       |      |                            |
| Les Républicains                     |       | LR    | 27   | Ensemble pour les Yvelines |
| Divers droite                        |       | DVD   | 7    | Ensemble pour les Yvelines |
| Union des démocrates et indépendants |       | UDI   | 3    | Ensemble pour les Yvelines |
| MoDem                                |       | MoDem | 3    | Ensemble pour les Yvelines |
| VIA, la voie du peuple               |       | Via   | 1    | Ensemble pour les Yvelines |
| Renaissance                          |       | RE    | 1    | Ensemble pour les Yvelines |

### Élections municipales
| Commune                  | Parti (2020) | Parti (2014) | Parti (2008)                                | Parti (2001)                                | Parti (1995)                                | Parti (1989)                                | Parti (1983)                                | Parti (1977)                                |
| ------------------------ | ------------ | ------------ | ------------------------------------------- | ------------------------------------------- | ------------------------------------------- | ------------------------------------------- | ------------------------------------------- | ------------------------------------------- |
| Achères                  | DVD          | UMP          | PCF                                         | PCF                                         | PCF                                         | PCF                                         | PCF                                         | PCF                                         |
| Andrésy                  | EÉLV         | UMP          | UMP                                         | DL                                          | PS                                          | UDF                                         | UDF                                         | PS                                          |
| Aubergenville            | LR           | UMP          | UMP                                         | RPR                                         | PS                                          | PS                                          | RPR                                         | RPR                                         |
| Bois-d'Arcy              | UDI          | UMP          | PS                                          | PS                                          | PS                                          | RPR                                         | DVD                                         | PCF                                         |
| Carrières-sous-Poissy    | ECO          | UMP          | PRG                                         | DVD                                         | DVD                                         | DVD                                         | DVD                                         | PCF                                         |
| Carrières-sur-Seine      | DVD          | DVD          | DVD                                         | RPR                                         | UDF-PR                                      | UDF-PR                                      | UDF-PR                                      | PS                                          |
| La Celle-Saint-Cloud     | LR           | UMP          | UMP                                         | RPR                                         | DVD                                         | RPR                                         | RPR                                         | RPR                                         |
| Chanteloup-les-Vignes    | LR           | UMP          | UMP                                         | DL                                          | UDF-PR                                      | UDF-PR                                      | UDF-PR                                      | n.c.                                        |
| Chatou                   | LR           | UMP          | UMP                                         | RPR                                         | RPR                                         | RPR                                         | RPR                                         | RPR                                         |
| Le Chesnay-Rocquencourt  | MoDem        | LR           | Commune nouvelle depuis le 1er janvier 2019 | Commune nouvelle depuis le 1er janvier 2019 | Commune nouvelle depuis le 1er janvier 2019 | Commune nouvelle depuis le 1er janvier 2019 | Commune nouvelle depuis le 1er janvier 2019 | Commune nouvelle depuis le 1er janvier 2019 |
| Les Clayes-sous-Bois     | DVD          | UDI          | UMP                                         | RPR                                         | PCF                                         | PCF                                         | PCF                                         | PCF                                         |
| Conflans-Sainte-Honorine | LR           | UMP          | PS                                          | PS                                          | PS                                          | PS                                          | PS                                          | PS                                          |
| Croissy-sur-Seine        | LR           | UMP          | UMP                                         | RPR                                         | DVD                                         | DVD                                         | DVD                                         | n.c.                                        |
| Élancourt                | LR           | UMP          | UMP                                         | RPR                                         | PS                                          | PS                                          | PS                                          | PS                                          |
| Fontenay-le-Fleury       | LR           | UMP          | UMP                                         | DVD                                         | DVD                                         | DVD                                         | PS                                          | PCF                                         |
| Guyancourt               | DVG          | PS           | PS                                          | PS                                          | PS                                          | PS                                          | PS                                          | PCF                                         |
| Houilles                 | RE           | DVD          | DVD                                         | DVD                                         | DVD                                         | RPR                                         | PCF                                         | PCF                                         |
| Limay                    | PCF          | PCF          | PCF                                         | PCF                                         | PCF                                         | PCF                                         | PCF                                         | PCF                                         |
| Maisons-Laffitte         | LR           | UMP          | UMP                                         | RPR                                         | RPR                                         | RPR                                         | UDF                                         | Rad.                                        |
| Mantes-la-Jolie          | LR           | UMP          | UMP                                         | RPR                                         | RPR                                         | PS                                          | PS                                          | PS                                          |
| Mantes-la-Ville          | DVC          | FN           | PS                                          | PS                                          | PS                                          | PS                                          | PCF                                         | PCF                                         |
| Marly-le-Roi             | DVD          | UMP          | UMP                                         | RPR                                         | DVG                                         | DVD                                         | MRG                                         | MRG                                         |
| Maurepas                 | DVD          | DVD          | DVG                                         | PS                                          | PS                                          | PS                                          | RPR                                         | PCF                                         |
| Montesson                | DVD          | UMP          | UMP                                         | RPR                                         | RPR                                         | n.c.                                        | DVG                                         | DVG                                         |
| Montigny-le-Bretonneux   | DVD          | AC (UDI)     | MoDem                                       | UDF                                         | UDF                                         | UDF                                         | UDF                                         | PSD (UDF)                                   |
| Les Mureaux              | DVG          | DVG          | DVG                                         | DVG                                         | PS                                          | PS                                          | PCF                                         | PCF                                         |
| Le Pecq                  | LR           | UMP          | UMP                                         | RPR                                         | RPR                                         | RPR                                         | RPR                                         | RPR                                         |
| Plaisir                  | LR           | UMP          | UMP                                         | RPR                                         | PS                                          | PS                                          | PS                                          | PS                                          |
| Poissy                   | DVD          | UMP          | PS                                          | RPR                                         | RPR                                         | RPR                                         | RPR                                         | PCF                                         |
| Rambouillet              | DVD          | UMP          | UMP                                         | RPR                                         | RPR                                         | RPR                                         | RPR                                         | MRG                                         |
| Saint-Cyr-l'École        | UDI          | UMP          | UMP                                         | RPR                                         | PCF                                         | PCF                                         | PCF                                         | PCF                                         |
| Saint-Germain-en-Laye    | DVD          | UMP          | UMP                                         | RPR                                         | RPR                                         | RPR                                         | RPR                                         | RPR                                         |
| Sartrouville             | LR           | UMP          | UMP                                         | RPR                                         | RPR                                         | UDF-CDS                                     | PCF                                         | PCF                                         |
| Trappes                  | G.s          | PS           | PS                                          | PS                                          | PCF                                         | PCF                                         | PCF                                         | PCF                                         |
| Triel-sur-Seine          | SE           | DVD          | DVD                                         | RPR                                         | DVD                                         | n.c.                                        | n.c.                                        | ECO                                         |
| Vélizy-Villacoublay      | LR-SL        | UMP          | UMP                                         | RPR                                         | RPR                                         | RPR                                         | RPR                                         | RPR                                         |
| Verneuil-sur-Seine       | RE           | UMP          | UMP                                         | DVD                                         | RPR                                         | RPR                                         | RPR                                         | PS                                          |
| Vernouillet              | UDI          | UDI          | PS                                          | UDF                                         | UDF                                         | n.c.                                        | n.c.                                        | PS                                          |
| Versailles               | DVD          | DVD          | DVD                                         | RPR                                         | RPR                                         | UDF                                         | UDF                                         | CDS (UDF)                                   |
| Le Vésinet               | RE           | DVD          | UMP                                         | RPR                                         | RPR                                         | RPR                                         | UDF                                         | PR (UDF)                                    |
| Villepreux               | MoDem        | UMP          | UMP                                         | PS                                          | PS                                          | RPR                                         | RPR                                         | PS                                          |
| Viroflay                 | LR           | UMP          | UMP                                         | UDF                                         | UDF                                         | UDF                                         | UDF                                         | Rad.                                        |
| Voisins-le-Bretonneux    | UDI          | UDI          | UMP                                         | RPR                                         | UDF                                         | DVD                                         | DVD                                         | n.c.                                        |

Remarques
1. ↑  Pierre Soulat, maire communiste depuis mars 1977, démissionne en avril 1998.
2. ↑  Réélue sénatrice, Sophie Primas (LR) démissionne en octobre 2017 et est remplacée par le divers droite Thierry Montangerand.
3. ↑  Le 3 octobre 2001, Daniel Blervaque (DVD) est démis de ses fonctions à la suite de sa radiation des listes électorales de Carrières-sous-Poissy. Quelques jours plus tard, son ancien premier adjoint Daniel Schalck (RPR) est élu par le conseil municipal. Cependant, le scrutin de mars 2001 est annulé par le Conseil d'État et une élection partielle est convoquée les 6 et 13 octobre 2002 : elle voit la victoire de Daniel Schalck dans une quadrangulaire.
4. ↑  À la suite d'une série de démissions au sein du conseil municipal, une élection municipale partielle est organisée en juin 1998 : à l'issue du second tour, le maire sortant divers droite François Pasquier est battu par la liste d'Union au service des Cellois conduite par Olivier Delaporte (RPR) et soutenue par la députée et ancienne secrétaire d'État aux transports Anne-Marie Idrac.
5. ↑  Maire depuis 22 ans, le RPR Lucien-René Duchesne quitte ses fonctions en mars 1981. Son premier adjoint Jean-Louis Gasquet lui succède.
6. ↑  Catherine Arenou, adjointe UMP chargée de la politique de la ville et de l'urbanisme, succède en février 2009 à Pierre Cardo, qui quitte son siège après vingt-six ans de mandat.
7. ↑  En janvier 2018, Ghislain Fournier (LR) quitte son siège de maire pour raisons professionnelles. Le divers droite Éric Dumoulin, ancien adjoint aux finances, le remplace quelques jours plus tard.
8. ↑  Jacques Catinat, maire gaulliste depuis 1971, meurt en fonction le 7 mars 1979. Son successeur élu en mai 1979, le modéré Charles Finaltéri, décède à son tour le 15 décembre 1981 et en février 1982, Jean Bonnet (RPR) est désigné maire par le conseil municipal.
9. ↑  Philippe Brillault (LR), maire du Chesnay de 1989 à 2018, est élu à la tête de la commune nouvelle du Chesnay-Rocquencourt le 2 janvier 2019.
10. ↑  Michel Rocard, maire socialiste de Conflans depuis 1977 et ancien premier ministre, quitte ses fonctions le 6 septembre 1994. Jean-Paul Huchon lui succède.
11. ↑  Le 27 mars 1985, Roland Courtel démissionne et est remplacé le 10 mai de la même année par Alfred Callu (DVD).
12. ↑  Fernand Hostachy, maire de la commune depuis 1956, décède en fonction le 7 mai 1979. Un mois et demi plus tard, le divers droite Roland Courtel lui succède.
13. ↑  Réélu en 1995, le socialiste Alain Danet voit son élection annulée en raison d'irrégularités. À l'issue du scrutin partiel du 31 mars 1996, il est battu par le député RPR Jean-Michel Fourgous qui devient officiellement maire le 4 avril.
14. ↑  Jean-Jacques Lasserre (UMP), élu depuis juin 1995, décède en fonction le 17 juin 2011. Dominique Conort, qui était jusqu'alors sa première adjointe, le remplace à la tête de la commune le 29 juin.
15. ↑  Le 12 mai 2019, le divers gauche François Morton devient premier édile, en remplacement de Marie-Christine Letarnec, démissionnaire pour raisons de santé. Elle était élue depuis novembre 2016, date où elle avait succédé au socialiste François Deligné, qui avait souhaité « passer le relais » en cours de mandat.
16. ↑  Maire depuis 1983, Roland Nadaus quitte ses fonctions en novembre 2002 et est remplacé par François Deligné le mois suivant.
17. ↑  Le 21 septembre 1981, Robert Rondeau (PCF) donne sa démission pour raison de santé.
18. ↑  Dernier maire communiste du département, Éric Roulot remet sa démission au préfet le 1er octobre 2021. Djamel Nedjar, premier adjoint chargé de l'urbanisme, lui succède.
19. ↑  Jacques Saint-Amaux (PCF), maire depuis 1995, se retire de ses fonctions en avril 2010. Éric Roulot le remplace.
20. 1 2 3 4 5  -

### Référendums
Référendum sur le traité établissant une constitution pour l'Europe
29 mai 2005
| OUI 353 085 (59,53 %) |  |  | NON 240 020 (40,47 %) |
| ▲                     |  |  |                       |

Référendum sur le quinquennat présidentiel
24 septembre 2000
| OUI 176 039 (71,44 %) |  |  | NON 70 392 (28,56 %) |
| ▲                     |  |  |                      |

Référendum sur le traité de Maastricht
20 septembre 1992
| OUI 321 932 (57,37 %) |  |  | NON 239 186 (42,63 %) |
| ▲                     |  |  |                       |

Référendum sur la réforme du Sénat et la régionalisation
27 avril 1969
| OUI (56,82 %) |  |  | NON (43,18 %) |
| ▲             |  |  |               |